# ミヤネ式
『ミヤネ式』（みやねしき）は、2009年から年末にフジテレビジョンで、一部フジネットワーク加盟局で同時または時差放送されていた旅行情報番組である。
2012年度までは『ミヤネ式～もうかる日本グルメ旅～』（みやねしき～もうかるにっぽんぐるめたび）のタイトルで放送されていた。2016年度は『もうかるジャーナル ミヤネ式 どうやってもうけましたん?大忘年会SP』として放送される。

## 番組概要
『Mr.サンデー』の司会者である宮根誠司が、不景気なこのご時世にうまいこともうかっている人たちを巡るちょっとしたグルメ旅。
この世界的大不況にもかかわらずアイデアひとつで業績を伸ばす元気な企業の社長を訪れ、その“もうけ”の秘密や社長の収入など、誰もがちょっと興味のある“お金の話”を宮根が得意の話術で引き出していく。旅の途中では、宮根にゆかりのある、“もうかる話”に目がないゲストがサプライズで登場。

## 出演者
- 宮根誠司（司会進行）
- 立木文彦（ナレーション）

### ゲスト
- 岡田圭右(ますだおかだ)（第3回）
- 杉本彩（第1回）
- DAIGO（第1回）
- たむらけんじ（第1回）
- TKO（第2回、第4回）
- 七井貴行（第1回）
- 野々村真（第2回）
- 板東英二（第1回、第3回、第4回）
- 森永卓郎（第1回、第3回）
- 矢口真里（第1回）
- 優木まおみ（第2回、第3回）
- 小峠英二（バイきんぐ）（第7回）
- 柴田理恵（第7回）
- 藤本美貴（第7回）

### 元気な企業の社長

#### 第1回
舞台地は京都。
- 大東隆行（株式会社王将フードサービス、餃子の王将・代表取締役社長）
- 村田吉弘（株式会社菊乃井・代表取締役社長）
- 樋口昌孝（樋口農園）
- 樋口久子（樋口農園）
- 高見重光（タカミブライダル、高見株式会社・代表取締役）
- 永田由美子（竹香）

#### 第2回
舞台地は北海道・札幌。
- 佐藤壽（佐藤水産株式会社・代表取締役社長）
- 島田俊平（石屋製菓株式会社・代表取締役社長）
- 小林義鷹（海味はちきょう・代表取締役）
- 逸見勝亮（北海道大学・副学長）
- 勝山ヨシミ（株式会社YOSHIMI・代表取締役社長）

#### 第3回
舞台地は福岡。
- 安部泰宏（アキラ水産・社長）
- 村田邦彦（ピエトロ・代表取締役社長）

#### 第4回
舞台地は石川県・金沢。

## スタッフ

### 第7回（2018年12月22日放送）
- 企画：長嶋大介
- 構成：寺田智和、布広太一、村城大輔、市川真吾
- CAM：小森谷健太朗（第6回はSW）
- VE：生田陽祐
- AUD：渋谷裕之
- 照明：安藤雅夫
- 美術プロデューサー：柴田慎一郎
- 美術進行：中村秀美
- 美術デザイン：近藤純子
- 音効：佐藤卓嗣
- TK：佐藤曜子
- EED：大平倫毅
- MA：金城徹
- 技術協力：fmt、フジアール、ジーリンクスタジオ、ふなや
- メイク：山田かつら
- 広報：亀山哲生
- 協力：dotframe
- AD：渡辺啓輝、工藤快生、鳥居勇輝
- AP：田澤春菜、小八重泰臣
- ディレクター：大谷真也、関谷優作
- チーフディレクター：大城浩一郎
- 演出：上本昌弘
- プロデューサー：福田直幸
- 監修：夫馬教行（以前は演出・プロデューサー）
- 制作協力：D:COMPLEX
- 制作著作：フジテレビ

### 過去のスタッフ
- ナレーション：水田わさび
- 編成企画：夏野亮、小林惇子、橋本英司
- 構成：金森直哉
- TP：辻本豊
- CAM：岡田秀徳、水谷奨、福永顕芳
- VE：松本智、才沢誠二、桂明宏
- AUD：藤原尉智、西口健太、谷保明
- LD：原邦明、杉岡厚治、高木一成
- 編集：宮下圭介、行木忍
- MA：小川るみ
- 音響効果：北澤亨、安原裕人
- 美術：上村正三、森健彦
- 美術進行：大村光之
- 装飾：藤生由紀
- メイク：三横みどり
- CG：前川陽介
- TK：松下絵里
- イラスト：中村サトル
- CG：富井真
- 編集：後藤勝利
- MA：土屋信
- 技術協力：キャミックス、movs.、オムニバス・ジャパン、IMAGICA
- 広報：清野真紀
- AD：杉本美雪、チェ・ユンソン、植木亮太、對馬未沙子
- AP：武川和美、中野行男、碓氷陽子
- ディレクター：松田こずえ、井上充、石本靖二郎、舟見泉、奥野祐士、新保勝久
- チーフディレクター：松崎遥
- 演出：青山速己
- プロデューサー：永盛健之、柴垣早智子、吾妻聖子

## ネット局
※放送日及び放送時間はJST標記。
| 放送地域        | 放送局                      | 2009年度                               | 2010年度                               | 2011年度                               | 2012年度                               | 2016年度                               |
| --------------- | --------------------------- | -------------------------------------- | -------------------------------------- | -------------------------------------- | -------------------------------------- | -------------------------------------- |
| 関東広域圏      | フジテレビ（CX） 【制作局】 | 2009年12月30日（水曜日） 14:00 - 15:55 | 2010年12月26日（日曜日） 15:50 - 17:30 | 2011年12月25日（日曜日） 15:50 - 17:25 | 2012年12月23日（日曜日） 15:50 - 17:25 | 2016年12月31日（土曜日） 16:00 - 17:40 |
| 北海道          | 北海道文化放送 （UHB）      | 2010年1月16日（土曜日） 13:25 - 15:25  | フジテレビと同時ネット                 | フジテレビと同時ネット                 | フジテレビと同時ネット                 |                                        |
| 宮城県          | 仙台放送 （OX）             |                                        |                                        | フジテレビと同時ネット                 |                                        | フジテレビと同時ネット                 |
| 静岡県          | テレビ静岡 （SUT）          |                                        |                                        | フジテレビと同時ネット                 |                                        |                                        |
| 関西広域圏      | 関西テレビ （KTV）          | 2010年2月13日（土曜日） 15:00 - 16:55  | 2010年12月28日（火曜日） 16:55 - 18:30 |                                        |                                        |                                        |
| 島根県・ 鳥取県 | 山陰中央テレビ （TSK）      |                                        |                                        | 2012年5月27日（日曜日） 12:55 - 14:30  |                                        |                                        |